# Приднепровский голос

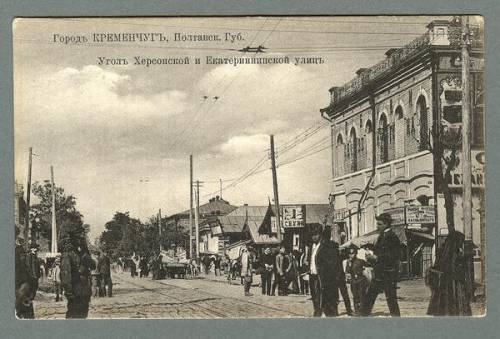
Кременчуг, перекрёсток улиц Екатерининской (Ленина) и Херсонской (К.Маркса), где располагалась редакция газеты.

«Приднепровский голос» — ежедневная литературно-общественная и политически-экономическая газета, выходившая в Кременчуге Полтавской губернии в 1912—1919 годах. Всего с начала выпуска до 1917 года вышло не менее 1389 номеров газеты. Редакция и контора газеты находились на углу улиц Екатерининской (Ленина, ныне — Соборная) и Херсонской (Карла Маркса, ныне — Лейтенанта Покладова).

## История
«Приднепровский голос» заменял (с тем же составом сотрудников) временно закрытые газеты «Кременчугский голос». В 1913 году в дни невыхода газеты «Приднепровский голос» издавалась газета «Приднепровские отклики».
В 1914—1916 годах издавалось приложение: «Телеграммы Петербургского телеграфного агентства».

## Выпуски по годам
- 1912: № 1 (2 февраля) — 195 (30 декабря).
- 1913: № 196 (1 января) — 494 (31 декабря).
- 1914: [№ 495], № 496 (3 января) — 795 (31 декабря).
- 1915: № 796 (1 января) — № 1094 (31 декабря).
- 1916: № 1095 (1 января) — № 1389 (31 декабря).

(Датировка приведена по старому стилю).
После этого газета продолжала выходить как минимум до 1919 года. Была закрыта большевиками, однако в 1919 деникинцы дали разрешение некоему д-ру Эпштейну на возобновление выхода газеты.
В газете в 1915 году были напечатаны первые рассказы писателя Д. М. Стонова.